# 채리어티어 작전
채리어티어 작전(영어: Operation Charioteer)은 1985년부터 1986년까지 네바다 핵 실험장에서 미국이 수행한 16차례의 핵실험 시리즈이다. 이 실험은 그레나디어 작전 시리즈에 이어졌고 머스킷티어 작전 시리즈에 앞섰다.
| 이름          | 일시 (UT)                     | 현지 시간대  | 위치                                                                                 | 표고 (높이) + 높이                       | 운반 목적                                   | 장치 | 핵출력 | 낙진                                          | 각주                                 | 비고                                                          |
| ------------- | ----------------------------- | ------------ | ------------------------------------------------------------------------------------ | ---------------------------------------- | ------------------------------------------- | ---- | ------ | --------------------------------------------- | ------------------------------------ | ------------------------------------------------------------- |
| Mill Yard     | 1985년 10월 9일 20:40:00.128  | PST (–8 hrs) | NTS Area U12n.20 북위 37° 12′ 31″ 서경 116° 12′ 22″ / 북위 37.20862° 서경 116.20615° | 2,203 m (7,228 ft) – 371 m (1,217 ft)    | underground cavity in tunnel, weapon effect |      | 75 t   | Venting detected, 6 Ci (220 GBq)              | [ 1 ] [ 3 ] [ 4 ] [ 5 ] [ 6 ] [ 7 ]  |                                                               |
| Diamond Beech | 1985년 10월 9일 23:20:00.086  | PST (–8 hrs) | NTS Area U12n.19 북위 37° 12′ 35″ 서경 116° 12′ 39″ / 북위 37.20962° 서경 116.21097° | 2,230 m (7,320 ft) – 404.5 m (1,327 ft)  | tunnel, weapon effect                       |      | 2.5 kt | Venting detected, 1 Ci (37 GBq)               | [ 1 ] [ 3 ] [ 4 ] [ 6 ] [ 7 ]        | Also a containment performance test                           |
| Roquefort     | 1985년 10월 16일 21:35:00.086 | PST (–8 hrs) | NTS Area U4as 북위 37° 06′ 37″ 서경 116° 07′ 23″ / 북위 37.1103° 서경 116.12309°     | 1,341 m (4,400 ft) – 415 m (1,362 ft)    | underground shaft, weapons development      |      | 20 kt  | Venting detected                              | [ 1 ] [ 4 ] [ 6 ] [ 7 ] [ 9 ]        |                                                               |
| Abo           | 1985년 10월 30일 16:00:00.087 | PST (–8 hrs) | NTS Area U3mc 북위 37° 03′ 02″ 서경 116° 02′ 13″ / 북위 37.05057° 서경 116.03687°    | 1,202 m (3,944 ft) – 196.29 m (644.0 ft) | underground shaft, weapons development      |      | 10 t   | Venting detected, less than 30 Ci (1,100 GBq) | [ 1 ] [ 4 ] [ 5 ] [ 6 ] [ 7 ]        |                                                               |
| Goldstone     | 1985년 12월 28일 19:01:00.089 | PST (–8 hrs) | NTS Area U20ao 북위 37° 14′ 16″ 서경 116° 28′ 25″ / 북위 37.23775° 서경 116.47364°   | 1,887 m (6,191 ft) – 549 m (1,801 ft)    | underground shaft, weapons development      |      | 60 kt  |                                               | [ 1 ] [ 6 ] [ 7 ]                    | 엑스칼리버 프로젝트 X-선 레이저 개발 테스트                   |
| Glencoe       | 1986년 3월 22일 16:15:00.08   | PST (–8 hrs) | NTS Area U4i 북위 37° 04′ 59″ 서경 116° 04′ 01″ / 북위 37.08296° 서경 116.06691°     | 1,233 m (4,045 ft) – 609.6 m (2,000 ft)  | underground shaft, weapons development      |      | 29 kt  | Venting detected off site, 0.1 Ci (3.7 GBq)   | [ 1 ] [ 3 ] [ 4 ] [ 6 ] [ 7 ] [ 9 ]  |                                                               |
| Mighty Oak    | 1986년 4월 10일 14:08:30.095  | PST (–8 hrs) | NTS Area U12t.08 북위 37° 13′ 06″ 서경 116° 11′ 01″ / 북위 37.21827° 서경 116.18353° | 2,084 m (6,837 ft) – 394.4 m (1,294 ft)  | tunnel, weapon effect                       |      | 20 kt  | Venting detected on site, 36 kCi (1,300 TBq)  | [ 1 ] [ 3 ] [ 4 ] [ 6 ] [ 7 ]        | Radiation effect test on military hardware                    |
| Mogollon      | 1986년 4월 20일 15:12:30.074  | PST (–8 hrs) | NTS Area U3li 북위 37° 00′ 42″ 서경 116° 02′ 48″ / 북위 37.01164° 서경 116.04679°    | 1,187 m (3,894 ft) – 259.4 m (851 ft)    | underground shaft, weapons development      |      | 1.5 kt |                                               | [ 1 ] [ 6 ] [ 7 ]                    |                                                               |
| Jefferson     | 1986년 4월 22일 14:30:00.086  | PST (–8 hrs) | NTS Area U20ai 북위 37° 15′ 51″ 서경 116° 26′ 28″ / 북위 37.26406° 서경 116.44109°   | 1,955 m (6,414 ft) – 609 m (1,998 ft)    | underground shaft, weapons development      | W56  | 80 kt  | I-131 venting detected, 0                     | [ 1 ] [ 3 ] [ 4 ] [ 6 ] [ 7 ]        | Stockpile confidence test, partial-yield test of an aging W56 |
| Panamint      | 1986년 5월 21일 13:59:00.083  | PST (–8 hrs) | NTS Area U2gb 북위 37° 07′ 30″ 서경 116° 03′ 41″ / 북위 37.12499° 서경 116.06126°    | 1,259 m (4,131 ft) – 480 m (1,570 ft)    | underground shaft, weapons development      |      | 1 kt   | Venting detected, 3 Ci (110 GBq)              | [ 1 ] [ 3 ] [ 4 ] [ 6 ] [ 7 ] [ 9 ]  |                                                               |
| Tajo          | 1986년 6월 5일 15:04:00.064   | PST (–8 hrs) | NTS Area U7bl 북위 37° 05′ 54″ 서경 116° 00′ 58″ / 북위 37.09842° 서경 116.01618°    | 1,289 m (4,229 ft) – 518.2 m (1,700 ft)  | underground shaft, weapons development      |      | 67 kt  |                                               | [ 1 ] [ 6 ] [ 7 ] [ 9 ] [ 11 ]       |                                                               |
| Cybar         | 1986년 7월 17일 21:00:00.06   | PST (–8 hrs) | NTS Area U19ar 북위 37° 16′ 43″ 서경 116° 21′ 23″ / 북위 37.27862° 서경 116.35649°   | 2,017 m (6,617 ft) – 627 m (2,057 ft)    | underground shaft, weapons development      |      | 119 kt | I-131 venting detected, 0                     | [ 1 ] [ 3 ] [ 4 ] [ 6 ] [ 7 ]        |                                                               |
| Cornucopia    | 1986년 7월 24일 15:05:00.086  | PST (–8 hrs) | NTS Area U2ga(s) 북위 37° 08′ 34″ 서경 116° 04′ 19″ / 북위 37.1427° 서경 116.07199°  | 1,287 m (4,222 ft) – 381 m (1,250 ft)    | underground shaft, weapons development      |      | 8 kt   | I-131 venting detected, 0                     | [ 1 ] [ 3 ] [ 4 ] [ 6 ] [ 7 ] [ 11 ] |                                                               |
| Galveston     | 1986년 9월 4일 16:09:00.057   | PST (–8 hrs) | NTS Area U19af 북위 37° 14′ 23″ 서경 116° 22′ 07″ / 북위 37.23968° 서경 116.36864°   | 2,018 m (6,621 ft) – 487.1 m (1,598 ft)  | underground shaft, weapons development      | B61  | 350 t  |                                               | [ 1 ] [ 5 ] [ 6 ] [ 7 ]              | B61 stockpile confidence test                                 |
| Aleman        | 1986년 9월 11일 14:57:00.11   | PST (–8 hrs) | NTS Area U3kz 북위 37° 04′ 09″ 서경 116° 03′ 02″ / 북위 37.06903° 서경 116.05056°    | 1,218 m (3,996 ft) – 502.6 m (1,649 ft)  | underground shaft, weapons development      |      | 100 t  |                                               | [ 1 ] [ 6 ] [ 7 ] [ 9 ]              |                                                               |
| Labquark      | 1986년 9월 30일 22:30:00.102  | PST (–8 hrs) | NTS Area U19an 북위 37° 18′ 00″ 서경 116° 18′ 30″ / 북위 37.30003° 서경 116.30831°   | 2,100 m (6,900 ft) – 616 m (2,021 ft)    | underground shaft, weapons development      |      | 140 kt | Venting detected, 16 Ci (590 GBq)             | [ 1 ] [ 3 ] [ 4 ] [ 6 ] [ 7 ]        | 엑스칼리버 프로젝트 X-선 레이저 개발 테스트                   |

1. ↑  미국, 프랑스, 영국은 핵실험에 코드명을 붙였지만, 소련과 중국은 그렇지 않았고 따라서 오직 실험 번호만 사용했다(몇 가지 예외는 있음 – 소련의 평화적 폭발은 이름이 붙여졌다). 이름이 고유명사가 아닌 경우 괄호 안에 영어 번역이 있다. 하이픈 뒤에 숫자가 붙은 것은 일제 사격 이벤트의 구성원임을 나타낸다. 미국은 때때로 그러한 일제 사격 실험에서 개별 폭발에도 이름을 붙였는데, 그 결과 "이름1 – 1(이름2와 함께)"이 된다. 실험이 취소되거나 중단된 경우, 날짜 및 위치와 같은 행 데이터는 알려진 경우 의도된 계획을 공개한다.
2. ↑  UT 시간을 표준 현지 시간으로 변환하려면, 괄호 안의 시간을 UT 시간에 더하고; 현지 일광 절약 시간의 경우, 한 시간을 더 추가한다. 결과가 00:00보다 이르면, 24시간을 더하고 날짜에서 1을 뺀다; 24:00 이상이면, 24시간을 빼고 날짜에 1을 더한다. 역사적 시간대 데이터는 IANA 시간대 데이터베이스에서 얻었다.
3. ↑  대략적인 지명과 위도/경도 참조; 로켓 운반 실험의 경우, 알려진 경우 폭발 위치 전에 발사 위치가 지정된다. 일부 위치는 매우 정확하고; 다른 위치(예: 공중 투하 및 우주 폭발)는 상당히 부정확할 수 있다. "~"는 해당 지역의 다른 실험과 공유하는 대략적인 형식적 위치를 나타낸다.
4. ↑  표고는 해수면을 기준으로 폭발 지점 바로 아래의 지면 높이를 의미하며; 높이는 탑, 풍선, 수직 갱도, 터널, 공중 투하 또는 기타 장치에 의해 추가되거나 감산된 추가 거리이다. 로켓 폭발의 경우 지면 높이는 "N/A"이다. 어떤 경우에는 높이가 절대적인지 지면에 대한 상대적인지 명확하지 않다. 예를 들어, 플럼밥/존. 숫자나 단위가 없는 것은 값이 알려지지 않았음을 나타내며, "0"은 0을 의미한다. 이 열의 정렬은 표고와 높이를 합산하여 이루어진다.
5. ↑  대기, 공중 투하, 풍선, 총, 순항 미사일, 로켓, 지표, 탑 및 바지선은 모두 부분적 핵실험 금지 조약에 의해 금지된다. 밀폐된 수직 갱도와 터널은 지하에 있으며, PTBT 하에서 유용하게 사용되었다. 의도적인 폭파 실험은 경계선에 있으며; 이들은 조약 하에서 발생했고, 때로는 항의를 받았으며, 일반적으로 실험이 평화적 용도로 선언된 경우 간과되었다.
6. ↑  무기 개발, 무기 효과, 안전 실험, 운송 안전 실험, 전쟁, 과학, 공동 검증 및 산업/평화적 용도를 포함하며, 이는 더 세분화될 수 있다.
7. ↑  알려진 경우 실험 항목에 대한 지정, "?"는 이전 값에 대한 불확실성을 나타내며, 특정 장치에 대한 별칭은 따옴표 안에 있다. 이 정보 범주는 종종 공식적으로 공개되지 않는다.
8. ↑  예상 에너지 출력 (톤, 킬로톤, 메가톤)이다. 1톤 TNT 등가는 4.184 기가줄 (1 기가칼로리)로 정의된다.
9. ↑  알려진 경우 즉발 중성자를 제외한 대기 중 방사성 배출. 측정된 종은 요오드-131만 언급된 경우이고, 그렇지 않으면 모든 종이다. 항목이 없으면 알려지지 않았음을 의미하며, 지하인 경우 아마도 없을 것이고, 그렇지 않은 경우 "모든" 종이며; 그렇지 않으면 알려진 경우 현장 또는 현장 외부에서 측정되었는지 여부와 방출된 방사능의 측정량을 나타내는 표기이다.